# 広島県道58号西城比和線
広島県道58号西城比和線（ひろしまけんどう58ごう さいじょうひわせん）は、広島県庄原市を通る県道（主要地方道）である。

## 概要
庄原市西城町中野と庄原市比和町比和を結ぶ。

### 路線データ
- 起点：庄原市西城町中野（西城新橋西詰交差点、国道183号交点）
- 終点：庄原市比和町比和（国道432号〔広島県道467号庄原新市線重複〕交点）
- 総延長：約20.7 km

## 歴史
- 1960年10月10日 広島県告示第682号により広島県道178号比和西城線として認定される。
- 1972年11月1日 広島県の県道番号再編により広島県道457号比和西城線に改称する。
- 1982年4月1日 建設省（当時）告示第935号により主要地方道に指定される。
- 1982年8月12日 広島県告示第848号により広島県道58号西城比和線に改称する（路線名称・路線番号・起終点が変更された）。
- 1993年（平成5年）5月11日 - 建設省から、県道西城比和線が西城比和線として主要地方道に再指定される[1]。
- 2005年3月31日 庄原市と甲奴・比婆両郡の全6町が対等合併して改めて庄原市が発足したことに伴い全線が庄原市域のみを通る路線になり、併せて起終点の地名表記が変更される。

## 路線状況
厳冬期の通行不能区間がある。一部区域では一車線となり、離合困難で峠道の急峻な道もあり、大型車や大排気量の普通車、運転初心者には通行を推奨できない。

## 地理

### 通過する自治体
- 庄原市

### 交差する道路
- 国道183号（庄原市西城町中野・西城新橋西詰交差点、起点）
- 広島県道445号中迫川北線（庄原市西城町中迫）
- 国道432号（広島県道467号庄原新市線 重複）（庄原市比和町比和、終点）

### 沿線にある施設など
- 広島県立西城紫水高等学校（旧：広島県立西城商業高等学校）
- 比和町総合運動公園
- 宿泊施設かさべるで

### 主な峠
- 坊地峠（庄原市西城町大屋／庄原市比和町三河内）